# Mictocaris halope
Mictocaris halope là một loài giáp xác đặc hữu của Bermuda. Nó là loài duy nhất trong chi Mictocaris, và trong họ Mictocarididae.
Nó dài 3,0–3,5 milimét (0,12–0,14 in) và lóng lánh.